# 乌有之乡
乌有之乡是中华人民共和国的一个宣扬马克思列宁主义和毛泽东思想的政经评论网站。該站于2003年由民营企业北京乌有之乡文化传播有限公司开设，创办人包括范景刚、韩德强等人，现任主编为范景刚。网站持左翼至极左翼政治立场，认同毛泽东思想，部分反对中国目前采取的改革开放经济政策及政治政策，反对支持西式民主和自由主义的公共知识分子。曾在2012年4月12日薄熙来被调查后被网信办關閉，后重新开始运营。
乌有之乡网站自称是“宣传爱国主义、社会主义和进步思想的政治、经济、文化、历史评论”、“爱国主义和社会主义的话语平台”。该网在中国具有一定的社会影响力，根据2011年Alexa的数据，乌有之乡网站流量排在中国大陆第2373名。
网站内容来源有网民投稿、学者文章和采集（转载）三个渠道。作者除普通人士外，还包括退休官员、中国社科院研究员、马克思主义理论相关学者，例如宣传系统记者刘贞、作家魏巍、前国家统计局局长李成瑞、中国社科院研究员左大培和前全国工商联技术发展委员会副秘书长苏铁山等。
乌有之乡另设有实体书店——乌有之乡书店，主要销售社会科学、人文科学类别的图书，并拥有“乌有之乡书社”网站，以网上书店的形式销售相关书籍。乌有之乡也从事红色旅游业务，不时主办红色「朝圣团」，安排国内外红色景点旅行项目。

## 历史
2003年，北京航空航天大学教师韩德强与学生展开网站筹备活动，北京乌有之乡文化传播有限公司成立。当时主要的活跃人士有杨帆、左大培、高粱、杨斌等人。
薄熙来主政重庆后，乌有之乡大力推崇薄熙来及其“重庆模式”。2010年1月新华网报导，中国特色社会主义在重庆的实践课题有12项，主持人王伟光、方滨兴、胡鞍钢等。“人民大学的重庆课题组编著《重庆新事》，认真总结重庆经验，透视重庆经验的核心价值。”2011年，乌有之乡网署名“博采”的文章写道：“围绕‘打黑英雄’重庆市……他们期望的‘政改’无非是要彻底改掉中国共产党领导的社会主义制度，把中国改到西方的资本主义私有制，也就是他们推崇的‘普世价值’。”
2012年3月14日，中华人民共和国国务院总理温家宝在两会结束后的记者招待会上的发言号召加快政治体制改革，在回答路透社记者提问时更从侧面否定了重庆模式。3月15日，原中共重庆市委书记薄熙来和原重庆市副市长王立军被免职，当日乌有之乡以服务器维护和新版网站测试为由，将主站主页换成公告。3月19日，乌有之乡首页恢复访问，但其“热点专题之重庆经验”栏目文章未显示。
2012年4月6日，乌有之乡网站被当局关闭。当日12:00起，乌有之乡网站无法访问。原因是当日上午国务院新闻办公室九局、北京市网管办、北京市公安局网络安全总队三家联合约谈网站负责人，认为网站存在大量发布“违反《中华人民共和国宪法》、恶意攻击国家领导人、妄议十八大”的文章信息，要求网站关闭一个月并自我整顿。與此同時，毛澤東旗幟網、民聲網、四月青年網等網站無法正常打開。
2012年4月11日，在中共中央正式宣布调查薄熙来后，乌有之乡网站以与以往红色设计风格不同的黑底白字显示“网站正在维护中”。12日起，被關閉的烏有之鄉網站以白底紅字顯示：
公告 无论怎么关闭屏蔽，乌有之乡都会一直支持薄熙来！！！ 乌有之乡网站 2012年4月12日
不久此页面消失，乌有之乡官方新浪微博称遭到黑客攻击。4月16日，乌有之乡官方新浪微博及腾讯微博被删除，原網站亦沒有如期於整頓後重開，只存烏有之鄉書社。
《悉尼先驱晨报》2012年5月23日报道，中国的“改良左派”聚集在前中共重庆市委书记薄熙来的身后，指责当局捏造事实对付薄熙来，让国家（政权）面临解体的风险。在薄熙来因“严重违纪”被暂停了中共中央政治局委员职务后六周，乌有之乡给全球的传媒发送了一份声明，挑战当局，呼吁给薄熙来平反。乌有之乡称，“乌有之乡相信，薄熙来与王立军案是改革开放以来最大的政治冤案。”乌有之乡在声明中，轰炸当局的“邪恶方式”，其中包括编造薄熙来的犯罪和腐败指控。该声明称，“因此，这些可能被勾结西方敌对势力的国内卖国势力所用，来煽动社会动乱，分裂国家，把国家带入深渊。”声明还称“毛泽东思想万岁，重庆路线万岁。”
2018年朝鲜重大交通事故發生後，乌有之乡的微信公眾號被永久关停。該公眾號開設於2013年，此前也遭關閉多次。
目前，原域名wyzxsx.com处于可交易状态，而“乌有之乡网刊”网站（wyzxwk.com）可以正常访问。

## 政治立场

### 中国政治

#### 毛泽东及毛时代
乌有之乡的多数文章自认为其代表社会中下层百姓的利益，希望中国能实现毛泽东时代的发展道路。对毛泽东充满敬意，视之为精神支柱，反对对毛泽东的批评及负面评价，比如署名“江淮碧玉”的文章中批评：（中国共产党）“在毛泽东去世后，立马变了面孔，对毛泽东反戈一击，可见，这一类的反毛者们是多么的猥琐、卑劣与龌龊……反毛者必将被钉上历史的耻辱柱！”
这些文章中的一些认为毛泽东时代社会正义、社会平等好于改革开放后的时代。社会中的新问题主要来自毛泽东领导的社会主义道路被修正主义转变。比如该网站“网友之声”栏目中张宏良的《中华民族再次到了最危险的时候》，其中直接表示神化毛，写道：“中国人也同样经历……是从否定“神”开始的。”。乌有之乡对毛泽东思想持肯定和支持态度。张宏良的文章称“毛泽东根据中国国情，根据东方文化，根据人类未来的发展要求，为人类社会开辟出一条新的政治斗争模式，仅这份悲悯情怀，就已经超越了耶稣和释迦牟尼”。

#### 邓小平及改革开放
乌有之乡对邓小平有褒有贬。2017年，为纪念邓小平逝世二十周年，《新京报》刊发社论《戮力改革，是对邓小平最好的纪念》，乌有之乡网一篇文章则驳称“邓小平也是人，不是神。他一生中特别是其晚年，也有许多理论和实践的错误。《新京报》社论枉顾事实，无限拔高神话邓小平，对邓小平采取“两个凡是”的态度是极端错误的。当今对邓小平最好的纪念，就是真正实事求是评价其晚年的一系列理论特别是“改革”的理论与实践。真正坚持其思想内容中真理的部分，批判和纠正其错误的成分。”署名“李北方”的一篇文章认为，改革开放带来了巨大改变，但“改变是个中性词，是变好了还是变糟了，每个心中都有杆秤。”另一篇文章质疑邓小平是否说过“跟着美国的国家都富了”。
乌有之乡反对中国在改革开放后采取的“新自由主义”经济，认为这些政策导致了中美国现象。并认为执行它们的一大批现任官员是买办性质的，出卖了中国利益，并认为经济上的自由化给人民生活带来了诸多苦难，主张走“社会主义性质的改革开放道路”，主张发展内需、产业独立，提倡公平正义、要求保障公民权利，推行人民民主。外交上反对邓小平提出的韬光养晦政策，主张积极强势，反对美国的霸权主义。认为真正的“中国式社会主义”只能是毛泽东模式。一篇署名“叶方青”的文章认为，“改革开放虽然给中国带来了部分发展，但同时也给中国带来了严重危机，所以，既不能全盘肯定改革开放，更不能茫目神化改革开放”，又称“评价邓小平也必须要有一个正确的态度，既不能虚假赞美，更不能迷信崇拜”。
乌有之乡亦对中国社会思想向“资产阶级自由化”方向发展不满，强调要追求“社会主义教育”。在署名“奚兆永”的文章中写道：“为什么郭、杨两教授不以现成的《中华人民共和国宪法》所明确规定的指导思想去教育学生……其原因显然是他们……要对这个社会制度和这个社会的价值观念进行公开的反对，不仅自己要站在对立面进行‘批评’，而且要让学生们也接受他们的这种反对态度。”

#### 其他政治人物
乌有之乡对前中共中央总书记胡耀邦持比较负面立场。2015年《胡耀邦文选》出版后，一篇署名“百里奚”的文章认为胡耀邦“能力和素质与这个职位不相匹配”，但也“不能把他做成一个信仰资本主义的人”。同年11月20日，中共中央召开座谈会纪念胡耀邦诞辰100周年，一篇文章对其“隆重纪念的程度和对他的溢美之词”表示不满。
乌有之乡对前中共中央总书记赵紫阳持负面立场。2011年一篇文章转载了关于赵紫阳的“丑闻点滴”。一篇文章认为，六四事件前夕，“1988年，美国已经将“不战而胜”的希望寄托在了赵紫阳的身上。而陈云、王震，这两位中共元老的最后日子里，他们都在不同场合，采取不同方式表达了对毛泽东的怀念，表达了对改革开放中出现的问题的隐忧。”署名“郭志琦”的一篇文章认为有必要“对赵紫阳为代表的资产阶级自由化路线”“新自由主义、社会民主主义的路线”进行“彻底的揭露和批判”，并号召“在以习近平为核心的党中央的坚强领导下，为实现新时代新长征的新任务，为国家的更加繁荣富强而努力奋斗”。
乌有之乡对前中共中央总书记江泽民和前国务院总理李鹏时期的反资产阶级自由化运动持肯定立场。一篇文章转载了《李先念与江泽民的九次通信，反资产阶级自由化》，批判“单方面强调改革开放”，不点名地批判邓小平，说“根源就在于有人号召：胆子再大一点，步子再快一点。至于会不会有什么负面作用，则是讳莫如深闭口不谈了。”另一篇文章称，1992年李先念逝世时，“在病床前守候的江泽民、李鹏悲痛欲绝，痛哭失声。”2012年，乌有之乡网转载了江泽民文章《要学习毛泽东思想，不能搞私有化》（一九八九年九月二十九日）。另一篇文章赞扬了江泽民“反对历史虚无主义”，希望“能够恢复江泽民李鹏时代的文化教育”。
乌有之乡网对前国务院总理温家宝持负面立场。2008年金融危机爆发后，乌有之乡刊登了一篇署名“李必胜”的长达4万字的文章《对30年改革十大失误原因和责任的追问》，文章点名要温家宝为中国改革的失误负责，指温家宝的政治和思想观点一直受到中共改革派、前总书记赵紫阳的影响，“已经不宜于再担任国务院总理”。2009年2月发表的文章《中国能靠玩“资本游戏”实现“十大产业振兴”吗？》，不点名地批评总理温家宝。文章说，“毫不客气地讲，我对一些人落实工作的能力是深表怀疑的，......现在，一开常务会议就是一个‘国N条’，共有多少个我不清楚，估计x公也不知道，更不会亲自落实了”。

### 国际政治
乌有之乡对前苏共中央总书记米哈伊尔·戈尔巴乔夫持负面立场。2022年戈尔巴乔夫逝世后，乌有之乡发表了一系列批判其人的文章，如认为“在苏联党亡国破的历史悲剧中，戈尔巴乔夫是直接杀手，他必定也必须永远钉在历史的耻辱柱上。”另一篇文章认为“其死，必将万夫所指；其死，必将臭不可闻；其死，必将全民欢呼！”乌有之乡对弗拉基米尔·普京持正面立场，并支持俄罗斯在2022年俄乌战争中的角色，反对北约。
乌有之乡对朝鲜民主主义人民共和国持正面立场。一篇署名“新幸福朝鲜”的文章称“朝鲜青年们奔赴到艰苦吃力的部门去，是与工农相结合培养革命事业接班人所需要的伟大实践”。一篇署名“周伯通”的文章认为朝鲜是“男女平等、工农平等、官民平等”，作者还表示希望移民朝鲜，可惜朝鲜只接受“杰出人才”。

## 外部观点
香港记者江迅在《亚洲周刊》发表文章声称乌有之乡是有邓力群等人在背后支持的“左派”网站，乌有之乡随后登出回应声明谴责《亚洲周刊》公然造谣。英国杂志《经济学人》、香港《苹果日报》、台湾中央社对乌有之乡也做过报道。中国大陆以外的媒体称呼该网站时多以“极左翼网站”称之，如BBC中文、法国国际广播电台等，该网站则反驳称其立场仅为“一般左翼”、“革命马克思主义”，反称上述媒体为“极右翼媒体”，并申明网站“反对党内‘左倾’错误思潮”。